# Chrysodeixis includens
Chrysodeixis includens är en fjärilsart som beskrevs av Walker 1857. Chrysodeixis includens ingår i släktet Chrysodeixis och familjen nattflyn. Inga underarter finns listade i Catalogue of Life.

## Bildgalleri

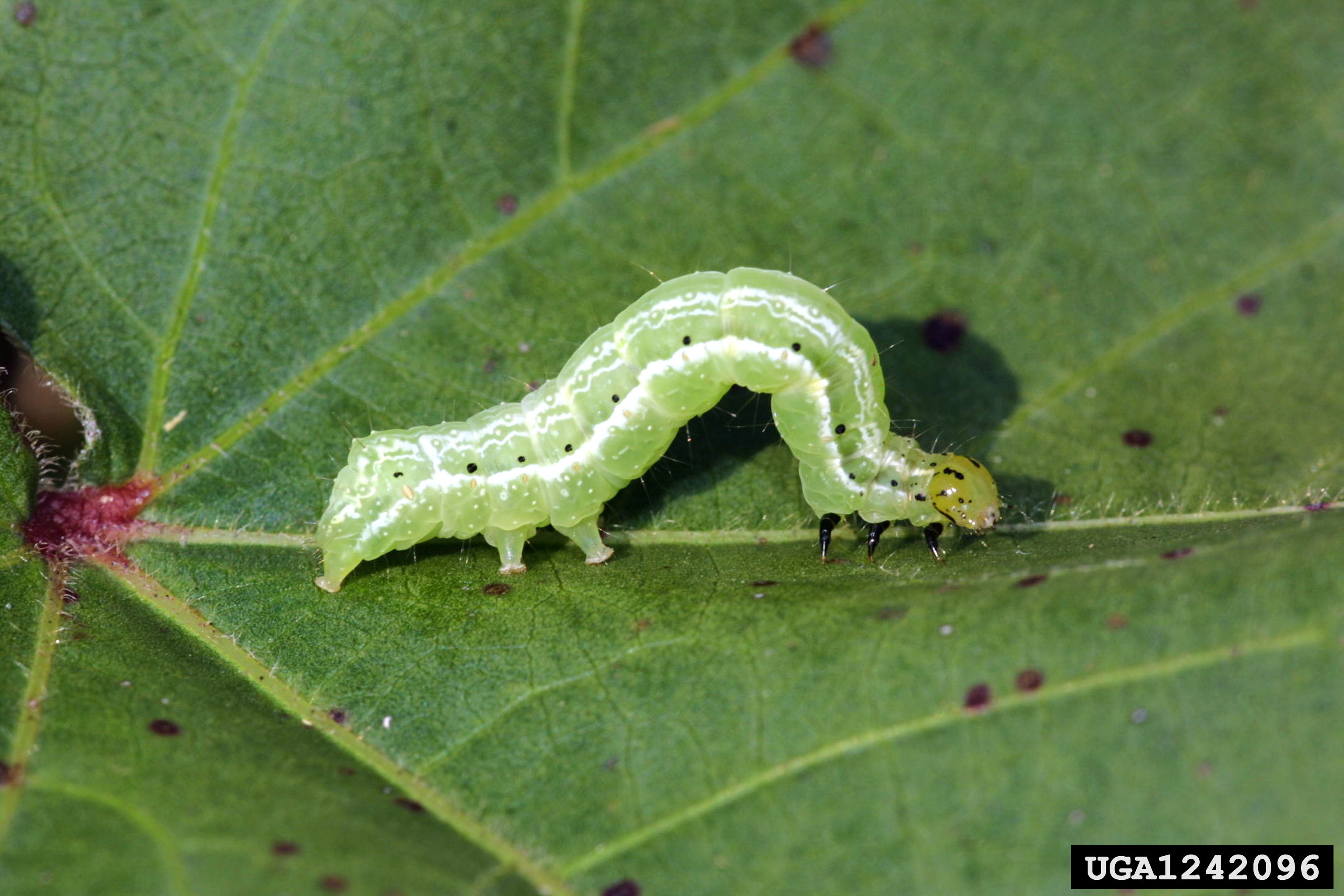